# Završje (żupania brodzko-posawska)
Završje – wieś w Chorwacji, w żupanii brodzko-posawskiej, w gminie Sibinj. W 2011 roku liczyła 362 mieszkańców.